# Аун Джи
Ау́н Джи (бирм. အောင်ကြီး [ʔàʊɰ̃ dʑí], кит. трад. 陈旺枝, пиньинь Chén Wàngzhī, палл. Чэнь Ванчжи; 16 февраля 1919 года, Паунгде, Британская Бирма (ныне — административная область Пегу) — 25 октября 2012 года, Янгон), военный и политический деятель Мьянмы, бригадный генерал. Участник антияпонского движения сопротивления. Заместитель председателя Революционного совета Бирмы (1962—1963). Основатель Национальной лиги за демократию и первый председатель партии (1988).

## Биография
Родился 16 февраля 1919 года в городе Паунгде, (ныне — административная область Пегу) в семье бирманских китайцев. При рождении получил китайское имя Чэнь Ванчжи.
Окончил Рангунский университет. Активно участвовал в антияпонском сопротивлении.
Поле провозглашения в 1948 году независимости Бирмы поступил на службу в бирманскую армию, был командиром 4-го полка Бирманских стрелков. В армии сблизился с начальником генерального штаба генералом У Не Вином, в 1953 году был назначен его заместителем. В 1958—1960 входил в переходное правительство, созданное У Не Вином в условиях острого политического кризиса в стране. Одновременно с 1959 года — один из руководителей «Корпорации экономического развития Бирмы». В 1959 году получил звание бригадного генерала.
Принял участие в военном перевороте У Не Вина в 1962 году. После переворота стал заместителем председателя Революционного совета, одновременно занял пост министра торговли. В феврале 1963 года был исключён из Революционного совета за критику проводимой режимом У Не Вина национализации частных предприятий, после чего надолго ушёл из политической жизни. Подвергался репрессиям со стороны режима У Не Вина, в 1965—1968 и 1973—1974 годах находился под арестом.
В 1988 году было опубликовано несколько открытых писем Аун Джи к У Не вину, в которых он вновь выступил с резкой критикой правительства, потребовав его отставки и проведения экономических реформ. Эти письма сыграли не последнюю роль в начале массовых антиправительственных выступлений, а также стали причиной очередного ареста Аун Джи. После легализации политических партий в том же году стал одним из основателей Национальной лиги за демократию (НЛД) и первым председателем партии. В начале 1989 года вышел из НЛД и создал Демократическую партию национальностей Союза (ДПНС). На прошедших в мае 1990 года выборах ДПНС получила лишь около 1,5 % голосов, после чего Аун Джи окончательно ушёл из политики. 18 марта 1992 года его партия была запрещена военным правительством.
Несмотря на критику режима У Не Вина (которого называл виновным в предательстве страны и демократии), до конца жизни сохранял хорошее отношение к нему как к личности. В 2002 году посетил похороны У Не Вина, на которых отметил большой вклад последнего в достижение независимости Бирмы.
Умер 25 октября 2012 года в Янгоне от сердечной недостаточности.

## Семья
Аун Джи был женат на Му Му Теин. В их семье было четверо детей и пятеро внуков.